# Zsolt Balkanyi-Guery
Zsolt Balkanyi-Guery (früher Zsolt Keller; auch Zsolt Balkanyi oder Zsolt Balkanyi-Keller; * 1975 in Budapest) ist ein Schweizer Historiker, Schuldirektor, einer der beiden ersten jüdischen Armeeseelsorger der Schweiz sowie Präsident der Stiftung gegen Rassismus und Antisemitismus.

## Leben
Zwischen 1995/96 und 1999/2000 belegte Keller ein Studium der Theologie, Zeitgeschichte und Geschichte der Neuzeit an der Universität Freiburg/Schweiz. 1998 war er dort Unterassistent am Institut für Ökumenische Studien und am Seminar für Dogmatik. Er war Lizentiat (lic. sc. rel.) im April 2000, seine Arbeit «Wohl wirkt die Kreuzigung Christi mit.» Mt 27,25 in seiner Wirkungsgeschichte und in der neueren Auslegung erschien 2006 als Buch. Siegfried Weichlein hob in seiner Rezension in der NZZ hervor, dass mit der Arbeit ein «zentraler Referenzpunkt» des katholischen Antisemitismus behandelt werde.
Zwischen 2000 und 2002 wirkte Keller als Diplomassistent am Seminar für Dogmatik bei Johannes Baptist Brantschen. 2002 bis 2004 war er Lehrer für Geschichte und Religionslehre an der Kantonsschule Baden. Zwischen 1998 und 2004 war er ausserdem wissenschaftlicher Mitarbeiter am Archiv für Zeitgeschichte der ETH Zürich bei der Dokumentationsstelle für jüdische Zeitgeschichte.
Vom Juli 2004 bis Ende Juli 2006 war Keller Diplomassistent bei Urs Altermatt am Lehrstuhl für allgemeine und schweizerische Zeitgeschichte an der Universität Freiburg. Seit August 2006 arbeitete Keller wieder als Lehrer und Prorektor an der Kantonsschule Baden. Er erhielt ein Diplom «Höheres Lehramt» (LDS II) im November 2008. Im Jahr 2010 wurde er mit der Dissertation Abwehr und Aufklärung. Antisemitismus und der Schweizerische Israelitische Gemeindebund 1943–1960 an der Universität Zürich promoviert.
Seit 2011 war Keller Assistent am Seminar für Kulturwissenschaft und Europäische Ethnologie der Universität Basel bei Jacques Picard. Später wurde er Rektor der Neuen Kantonsschule Aarau, dann Direktor der Jüdischen Schule Noam in Zürich und jüdischer Armeeseelsorger.
Im Jahr 2014 war er bei einem orthodoxen Bet Din zum Judentum übergetreten. Im Spätsommer des Jahres 2023 sorgte sein Fall für internationales Aufsehen, weil Balkanyi-Guery mit seiner Familie (er hatte zwischenzeitlich eine Jüdin geheiratet und mit ihr zwei jüdische Kinder) nicht gemäss Rückkehrgesetz nach Israel einwandern konnte, da das israelische Innenministerium die Konversion ohne Angabe von Gründen nicht anerkannte. 2024 gewährte ihm die israelische Einwanderungsbehörde den Status eines ordentlichen Einwanderers gemäss Rückkehrgesetz.

## Forschungsbereiche
- Antijudaismus / Antisemitismus
- Geschichte der Juden in der Schweiz
- Konfession und Armee

## Schriften
- Der Blutruf (Mt 27,25). Eine schweizerische Wirkungsgeschichte 1900–1950. Mit einem Vorwort von Max Küchler. Vandenhoeck & Ruprecht, Göttingen 2006, ISBN 3-525-55328-5 (zugleich: Lizentiatsarbeit, Theologische Fakultät, Universität Freiburg/Schweiz, 1999, unter dem Titel: „Wohl wirkt die Kreuzigung Christi mit.“ Mt 27,25 in seiner Wirkungsgeschichte und in der neueren Auslegung; Digitalisat der BSB/MDZ).
- Abwehr und Aufklärung. Antisemitismus in der Nachkriegszeit und der Schweizerische Israelitische Gemeindebund (= Veröffentlichungen des Archivs für Zeitgeschichte des Instituts für Geschichte der ETH Zürich. Bd. 6). Chronos, Zürich 2011, ISBN 978-3-03-401042-9 (zugleich: Dissertation, Philosophische Fakultät, Universität Zürich, 2010).[5][6]

### Aufsätze, Herausgeberschaften
- Zsolt Keller, Patrick Zehnder: Vom konfessionellen Zeitalter zur kulturellen religiösen Vielfalt. In: Nicole Schwager, Hans Rudolf Stauffacher, Zsolt Keller (Hrsg.): Bildung und Gesellschaft. Zur Geschichte der Kantonsschule Baden 1961–2011. Hier + Jetzt, Baden 2011, ISBN 978-3-03919-217-5, S. 131–150.